# 荻生規矩夫
荻生 規矩夫（おぎゅう きくお、1895年4月29日 - 1981年11月27日）は、日本の医学者、京都大学名誉教授、関西医科大学学長・名誉教授、杏林学園理事。

## 来歴
荻生家は儒学者である荻生徂徠で有名な家系である。
規矩夫の父、荻生録造は、旧姓を福永といった。1859年、幕臣福永清右衛門の三男として江戸麻布新網町で生まれ、荻生家に養子に入りその家督を継いだ。明治維新に伴う徳川家の駿河転封にあたり現在の静岡県沼津市八幡町に移り住んだ。そののち、東大医科に入学し、千葉医学専門学校（現千葉大学医学部）眼科学第2代教授となり、近代眼科学の礎を築いた。
規矩夫は録造の三男として1895年に千葉県千葉市猪花町79番地で生まれる。旧制千葉中学校、鹿児島第七高等学校を卒業後、京都帝国大学医科大学に進学。1922年に卒業、島薗内科に入局。その後、森島庫太が主宰する薬物学教室（1945年に薬理学教室と改称）で研究に携わる。助教授、1932年に教授に昇進する。その間、京大化学研究所にも研究室を持つ。1948年12月27日-1952年12月27日の間医学部長を務めた。1958年退官し、名誉教授となるとともに、関西医科大学学長に就任。1959年同校理事長、1969年退職。1970年より杉並区荻窪に移り、杏林学園理事を務める。1966年勲二等旭日重光章受章。1981年逝去。享年86。墓所は沼津市乘運寺。

## 業績
アンチモン-ヘキソナートの合成と日本住血吸虫感染症治療をはじめとして、自律神経薬理、中枢神経薬理、特に鎮痛薬について業績を残す。

## 著書
- 『薬理学』（南江堂書店、1954年）
- 熱と熱さましの話 少年文庫10巻2号（昭和22年2月1日）